# Vanlig sjöstjärna
Vanlig sjöstjärna (Asterias rubens) är i nordöstra Atlanten en vanligt förekommande sjöstjärna som lever på olika slags bottnar, både steniga och mer sedimentrika sådana. Den finns både på grunda vatten och på större djup, i nordöstra Atlanten ner till omkring 200 meter.

## Kännetecken

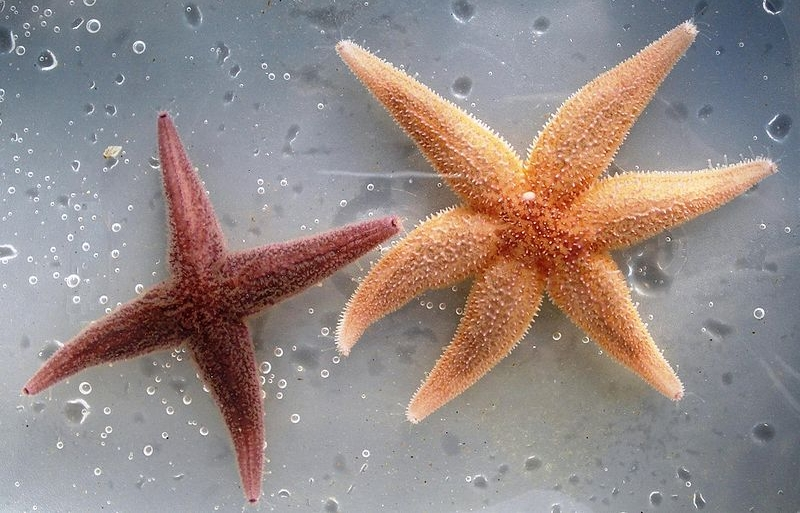
En sjöstjärna med fyra och en med sex armar

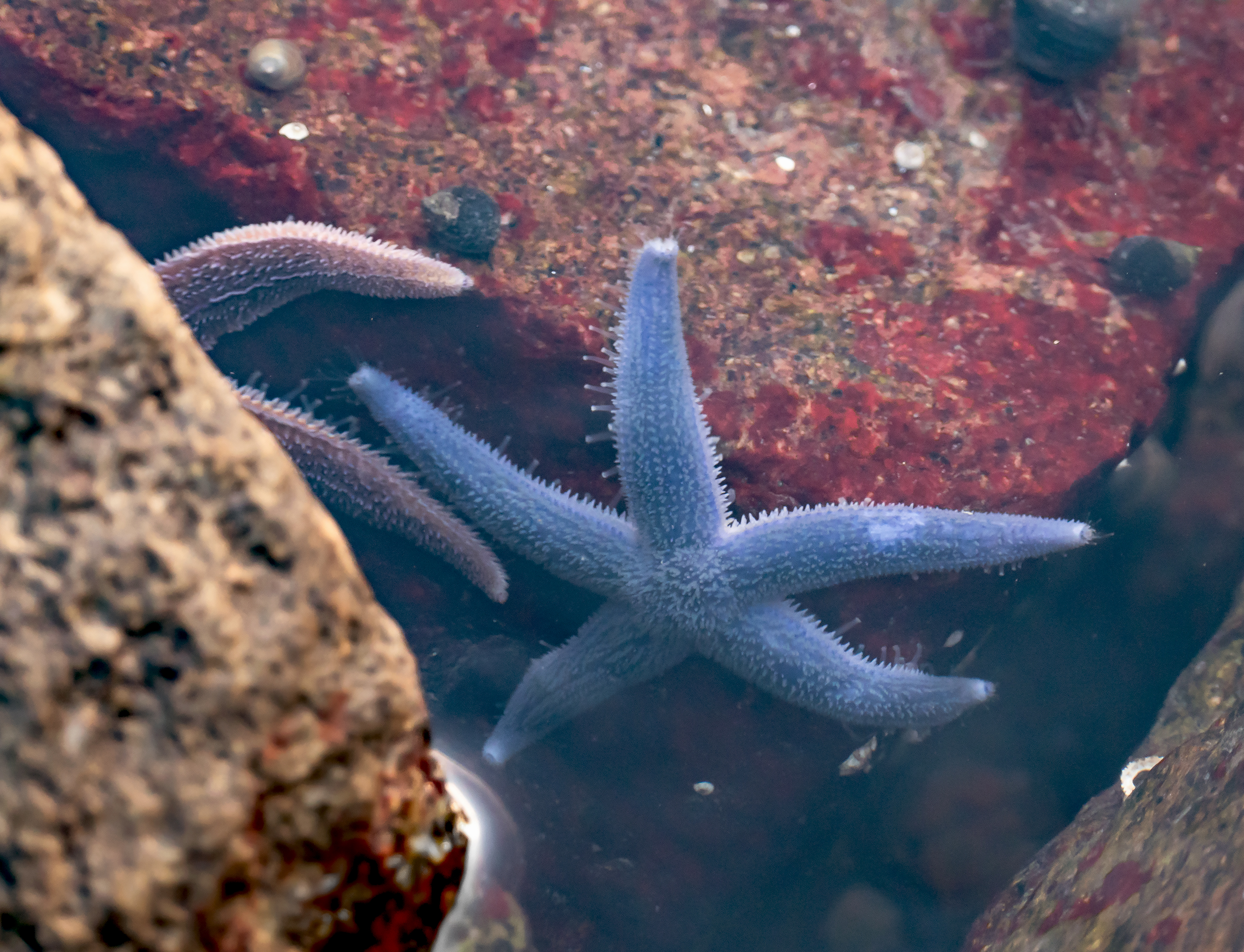
Violett version av vanlig sjöstjärna i Brofjorden vid Govik, Lysekil

Den vanliga sjöstjärnan har normalt fem armar. Dessa kan nå en längd på 26 centimeter och en stor sjöstjärna kan nå en diameter på omkring 50 centimeter, även om de flesta individer oftast är mindre, med en diameter på omkring 15-30 centimeter. Översidan kan vara blå, röd, violett, brun eller gul, men madreporiten är alltid vit.
Den vanliga sjöstjärnan förekommer i östra Atlanten, utanför Europa och nordvästra Afrikas kuster, från Norge till Senegal.

## Levnadssätt och utbredning
Den är en glupsk predator som äter musslor, havstulpaner, sjöborrar, ormstjärnor, snäckor och sjöstjärnor (t.o.m. samma art). Tack vare de kraftiga slangfötterna med sugskivor klarar den av att dra isär skalen på en mussla, varefter magen vrängs ut ur sjöstjärnan, förs in mellan skalen och börjar bryta ned musslans mjukvävnad. Fortplantningen sker genom att hanarna och honorna i ett område samtidigt släpper ut sina spermier och ägg i vattnet. Om ett ägg befruktas utvecklas det till en bipinnaria larv. Larven flyter i den öppna vattenmassan i några veckor, innan den når bottnen där den utvecklas till en liten sjöstjärna.
Arten tål ett relativt stort spann av salthalter, och baltiska populationer tål så låga salthalter som 8 ‰, men kräver en salinitet på 15 ‰ för att föröka sig.